# Pazza idea
Pazza idea — восьмой студийный альбом итальянской певицы Патти Право, выпущенный в 1973 году на лейбле RCA Italiana.

## Об альбоме
В конце 1972 Патти Право возвращается на лейбл RCA Italiana после работы с лейблом Philips Records, на котором выпустила три альбома.
На данном альбоме певица сотрудничает с музыкальным продюсером Паоло Доссеной. Доссена, Джованни Уллу и Маурицио Монти стали авторами заглавной песни на альбоме «Pazza idea», её, к слову, авторы предложили Право уже давно, но она отложила её до лучших времён. И вот певица выбрала её для своего возвращения и выпустила в качестве хит-сингла, песня стала большим хитом в 1973 году, заняв первое место в итальянских хит-парадах и продавшись миллионным тиражом. Доссена работал также на других треках, включая италоязычную кавер-версию песни «Walk on the Wild Side» Лу Рида под названием «I giardini di Kensington».
Сразу после выхода альбом стал набирать популярность у слушателей и вскоре возглавил еженедельный хит-парад Италии, пробыв на вершине восемь недель, а также в течение всего лета держался в первой десятке. По итогам года он стал шестым самым продаваемым.
В испаноязычных странах альбом был выпущен под названием Pazza Idea (Una Locura), некоторые песни были исполнены на испанском языке, включая заглавную песню «Pazza idea». Также на международном уровне выпускается версия песни «Pazza idea» на других языках: английском «Crazy Idea», испанском («Una locura» и «Loca idea») и немецком («Was für ein tag»).

## Список композиций
| №  | Название              | Автор(ы)                                                    | Длительность |
| -- | --------------------- | ----------------------------------------------------------- | ------------ |
| 1. | «Pazza idea»          | Паоло Доссена, Джованни Уллу, Маурицио Монти, Чезаре Джигли | 4:47         |
| 2. | «Morire tra le viole» | Маурицио Монти                                              | 3:45         |
| 3. | «Poesia»              | Марко Луберти, Америго Паоло Касселла, Риккардо Коччанте    | 3:16         |
| 4. | «Per gioco per amore» | Марко Луберти, Мишель Коломбьер, Америго Паоло Касселла     | 2:43         |

| №  | Название                   | Автор(ы)                                                                        | Длительность |
| -- | -------------------------- | ------------------------------------------------------------------------------- | ------------ |
| 1. | «Sono cosa tua»            | Маурицио Монти                                                                  | 4:11         |
| 2. | «Per simpatia»             | Маурицио Монти, Олипио Петросси, Паоло Доссена, Сальваторе Ранно                | 3:17         |
| 3. | «I giardini di Kensington» | Лу Рид, Маурицио Монти, Паоло Доссена                                           | 3:45         |
| 4. | «Limpidi pensieri»         | Адриано Монтедуро, Дарио Фарина, Маурицио Монти, Маурицио Лусини, Паоло Доссена | 3:29         |

## Чарты

### Еженедельные чарты
| Чарт (1973)              | Высшая позиция |
| ------------------------ | -------------- |
| Италия (Musica e dischi) | 1              |

### Годовые чарты
| Чарт (1973)              | Позиция |
| ------------------------ | ------- |
| Италия (Musica e dischi) | 6       |